# Cellitinnenkloster Klein-Nazareth
Das Cellitinnenkloster Klein-Nazareth war ein Kloster in der Stadt Köln. Die Schwesterngemeinschaft gehörte der Ordensfamilie der Cellitinnen an, waren aber im Gegensatz zu allen anderen Klöstern dieser Ordensfamilie nicht dauerhaft in der Krankenpflege tätig.

## Geschichte
Im Jahre 1307 bestimmten Heymo (Heyman) dictus de Duren und seine Frau, dass ihr Haus bei der Würfelpforte, an der Straße Unter Sachsenhausen („unter sechzehn Häusern“), nach ihrem Tode als Konvent für 12 Beginen dienen sollte; die Ausführung dieses Vorhabens wurde dem Pleban von St. Paul und den Amtleuten von Niederich übertragen. Die Gründer vermachten 1314 weiterhin ihrer in den Konvent "Düren" oder "Heyman" eingetretenen Tochter Bela 1 Mark Erbzins, der nach ihrem Tode unter die drei ältesten Beginen verteilt werden sollte. Die Verwaltung übernahm die Meisterin oder Rectrix, während die geistliche Aufsicht zunächst der Pfarrer von St. Paul führte, später die Kreuzbrüder. 
Nachdem der Konvent, der 1477 nur sechs Schwestern zählte, 1474 die Regel des heiligen Augustinus mit den Konstitutionen der Celliten übernommen hatte, erhielt das Kloster im Jahre 1486 die Erlaubnis einen Betraum und einen Altar im Hause zu errichten, sowie dort durch einen Welt- oder Ordensgeistlichen die heilige Messe lesen zu lassen, dieses jedoch bei verschlossenen Türen und ohne Glockengeläut. Noch im selben Jahr konnte man die Einweihung dieser nichtöffentlichen Kapelle vornehmen, wodurch die Planung des Stadtmagistrats, den Konvent mit einem anderen zu vereinen, vereitelt wurden.
Die Schwestern verdienten ihren Lebensunterhalt hauptsächlich durch Handarbeit, anfänglich auch durch Krankenpflege, doch wurden sie auf dem Generalkapitel zu Haarlem im Jahre 1500 von ihrer Tätigkeit in der Krankenpflege entbunden. Obwohl das Kloster bereits im folgenden Jahr eine neue Kapelle erhielt, wird es sich doch möglicherweise erst mit der 1551 geweihten Kapelle um einen eigenständigen Bau gehandelt haben. Keine hundert Jahre später, nämlich 1639, kam es zu einer erheblichen baulichen Erweiterung des Gebäudes, was sicherlich vonnöten war, da der Konvent im 17. Jahrhundert bis auf 51 Schwestern anwuchs, so dass sich der verfügbare Raum als unzureichend erwies. 
Die Kapelle des seit dem 16. Jahrhundert die Bezeichnung Klein-Nazareth führenden Klosters war ein Saal von ungefähr 8 × 12 m Grundfläche, lag mit der Nordseite unmittelbar an der Straße; südlich aber ein schmaler Klausurhof von 7 × 28 m Freifläche. Westlich erstreckte sich ein kleiner Vorhof mit der Klosterpforte. Nach Süden hin ein ziemlich großes Gartengelände umfassend, wurde das Kloster am 2. September 1802 aufgehoben, wobei man den Gesamtkapitalwert der Gemeinschaft auf 32.696 Francs und die an die Schwestern zu zahlenden Renten auf etwa 4300 Francs schätzte. Auf dem Klosterareal wurde eine Baumwollspinnerei errichtet.